# زافير كولين
زافير كولين (بالفرنسية: Xavier Collin) (17 أغسطس 1974 في فرنسا - ) هو مدرب كرة قدم ولاعب كرة قدم فرنسي في مركز الدفاع. لعب مع نادي أجاكسيو ونادي أميين ونادي غويونيون ونادي مونبلييه وSAS Épinal ‏ ونادي بيزييه ‏ ونادي بواتييه ‏.

## روابط خارجية
- زافير كولين على موقع رابطة كرة القدم الفرنسية للمحترفين (الإنجليزية)
- زافير كولين على موقع قاعدة بيانات كرة القدم.إي يو (الإنجليزية)